# Estenose aórtica
Estenose aórtica (EAo), também chamada estenose de válvula aórtica ou estenose valvar aórtica, é uma doença de curso progressivo caracterizada pela obstrução à passagem do fluxo sanguíneo da via de saída do ventrículo esquerdo do coração pela calcificação das estruturas valvares, associada ou não à fusão das válvulas da valva aórtica. Os sintomas são graduais e por vezes insidiosos, mas muitos indivíduos com quadro grave de estenose podem ser assintomáticos. Assim, os sinais clínicos de insuficiência cardíaca (dispneia ou ortopneia e edema de membros inferiores), perda de consciência (em pé ou em exercício) ou dores no peito, decorrentes do processo de calcificação valvar, costumam surgir normalmente após os 60 anos de idade. O espessamento da valva sem estreitamento de sua luz é conhecido como esclerose aórtica.
A estenose aórtica pode ser congênita ou adquirida. No primeiro caso, que afeta cerca de 2% da população, estão os indivíduos que nasceram com valva aórtica bicúspide. No segundo caso, enquadram-se aqueles que desenvolveram a cardiopatia em virtude da febre reumática e os portadores da forma degenerativa da doença. As lesões de etiologia reumática são típicas de países em desenvolvimento. Uma valva normal, no entanto, também pode enrijecer ao longo do tempo. Os fatores de risco são semelhantes aos da doença arterial coronariana e incluem tabagismo, hipertensão arterial, níveis elevados de colesterol, o diabetes e indivíduos do sexo masculino. A valva aórtica normal é tricúspide e está localizada entre o ventrículo esquerdo do coração e a aorta. A estenose aórtica geralmente causa sopro cardíaco e pode ser classificada, com base em achados ecocardiográficos,  em leve, moderada, severa e grave.
O diagnóstico da estenose aórtica baseia-se na anamnese, exame físico e exames complementares. Desses, a ecocardiografia é o teste de escolha para confirmação do diagnóstico e estabelece a severidade da estenose, detecta complicações e determina o tratamento mais apropriado. Se classificada como grave, o tratamento preconizado é o cirúrgico. Nos pacientes com risco cirúrgico alto, os métodos menos invasivos são a melhor escolha, como o implante percutâneo de valva aórtica ou a valvoplastia mitral percutânea por balão. Complicações, como a insuficiência cardíaca, podem ser tratadas conforme os protocolos estabelecidos nos casos classificados como estenose leve a moderada. Nos pacientes com doença grave, há uma série de medicamentos a ser evitada, como os inibidores da enzima conversora de angiotensina (IECAs), nitroglicerina e alguns betabloqueadores. Dependendo da pressão arterial, o nitroprussiato ou a fenilefrina podem ser utilizados por pessoas com insuficiência cardíaca descompensada.
A estenose aórtica é a mais comum das doenças valvares cardíacas. Ela afeta cerca de 2% das pessoas com mais de 65 anos de idade. Em pacientes sintomáticos sem tratamento, as chances de óbito em cinco anos é de cerca de 50% e aos 10 anos é de cerca de 90%. A doença foi descrita pela primeira vez pelo médico francês Lazare Rivière, em 1663.

## Características
A valva aórtica controla a direção do fluxo de sangue a partir do ventrículo esquerdo em direção à artéria aorta. Quando funcionando adequadamente, a valva aórtica não impede o fluxo de sangue do ventrículo esquerdo para a Artéria Aorta, somente o contrário. Em algumas circunstâncias, a valva aórtica se torna mais estreita (estenótica) que o normal, impedindo ou diminuindo o fluxo de sangue.
Sabe-se que as valvas semi-lunares possuem menor diâmetro que as átrio-ventriculares, quando há a sístole o coração transforma energia potencial em energia cinética, fazendo a o sangue deixar a cavidade ventricular com alta velocidade. O diâmetro da valva está intimamente ligado a essa velocidade. Somente 1% da energia consumida pelo coração se transforma nessa energia cinética, os outros 99% constituem o trabalho realizado pelo coração para transferir o sangue do sistema venoso para o arterial, com uma valva de menor diâmetro, aumenta-se a energia cinética o que acaba por diminuir a quantidade de energia disponível para a trabalho de mudança do sistema do sangue.
Ao fazer mais trabalho, a musculatura do coração aumenta de tamanho (hipertrofia), e esse aumento pode causar dor no peito.
Pode resultar em Insuficiência aórtica também, que dependendo do tamanho do bloqueio pode ser classificada em: Leve, Moderada ou Grave.

## Causas
Pode ser congênita, ou adquirida, geralmente associada a febre reumática (quando adquirida) ou, ao acúmulo de cálcio na válvula prejudicando o seu funcionamento e abertura. O acúmulo de cálcio está associado a idade, ao mal funcionamento dos rins e a uma dieta inadequada.

## Diagnóstico
O diagnóstico da estenose ( EAo) aórtica baseia-se na história do paciente, exame físico, e exames de imagem como Ecodoppler . A historia clínica deve ser criteriosa objetivando-se estabelecer a real capacidade funcional do paciente e identificar a presença de sintomas  (dispneia, angina e síncope induzida pelo esforço)  relacionados à estenose aórtica. 
Ao exame físico na ausculta (ouvir) com o estetoscópio o coração na estenose aórtica, durante a sístole, o chamado "sopro em diamante", que atinge seu auge no meio da sístole, quando a pressão ventricular é máxima. Por isso é classificado como sopro mesosistólico de ejeção.
Na avaliação exames de imagem, destaca-se o papel da ecocardiografia com Doppler (ECO). O ECO permite a confirmação diagnóstica e classificação da gravidade da EAo, que pode ser leve, moderada ou grave.  O EAo grave pode ser definida como aquela com área valvar menor que 1,0 cm2. 
Pode também ser verificado em um eletrocardiograma (ECG) que indica uma sobrecarga ventricular.